# 孔昭晉
孔昭晉（1865年—1936年），字康侯，号守谦，江蘇省蘇州府吳縣人，清朝政治人物。

## 生平
光緒十五年（1889年）己丑恩科举人，光绪二十三年（1897年），在上海参与创办中国第一份文摘报《集成报》，同年与张一麐、章钰等人在苏州发起成立苏学会。
光绪二十九年（1903年），中式癸卯科二甲第122名進士。同年閏五月，以主事分部学习。授礼部主事。光绪三十三年（1907年）前往日本考察教育，同年归国，任长洲县官立高等小学堂堂长。
辛亥革命后，历任苏州教育会正会长、吴县议事会议长、江苏省议员，还曾兼任横泾镇烧酒公所董事。晚年购得宜多宾巷原14号宅。

## 著作
孔昭晉是民国《吴县志》六位总纂之一，亲自纂订坛庙祠宇部分。